# MTV Unplugged / Live 'N' Loud
MTV Unplugged / MTV Live 'N' Loud es un DVD de la cantante islandesa Björk, publicado el 9 de febrero de 2002. Se compone de dos conciertos completos en la MTV: el primero fue grabado en MTV Unplugged en el 1994 durante la promoción de su primer álbum, Debut; mientras que el segundo fue grabado en MTV Live en 1998 para la promoción de su tercer álbum Homogenic. La versión de la canción «My Funny Valentine», un éxito jazz, fue tocada en la MTV Unplugged pero no incluida en el DVD.
Los fanes de Björk se encontraron disgustados al ver que ambos conciertos en el DVD aparecen en el DVD como originales, con canciones cortadas para que pudieran entrar en el formato. Sin embargo, una versión más completa en audio del MTV Unplugged aparece en la caja Live Box como Debut Live. El DVD fue relanzado en 2003 para arreglar la sincronización, y para cambiar el audio de mono a estéreo en la parte de MTV Unplugges]].
Los dos conciertos fueron grabados el mismo año, pero el MTV Live tenía como acompañamiento una banda menos numerosa.

## Lista de temas
| MTV Unplugged |                        |          |  |
| N.º           | Título                 | Duración |  |
| 1.            | «Human Behaviour»      |          |  |
| 2.            | «One Day»              |          |  |
| 3.            | «Come to Me»           |          |  |
| 4.            | «Big Time Sensuality»  |          |  |
| 5.            | «Aeroplane»            |          |  |
| 6.            | «Like Someone in Love» |          |  |
| 7.            | «Crying»               |          |  |
| 8.            | «Anchor Song»          |          |  |
| 9.            | «Violently Happy»      |          |  |

| MTV Live 'N' Loud |                              |          |  |
| N.º               | Título                       | Duración |  |
| 1.                | «You've Been Flirting Again» |          |  |
| 2.                | «Isobel»                     |          |  |
| 3.                | «Human Behaviour»            |          |  |
| 4.                | «Bachelorette»               |          |  |
| 5.                | «Jóga»                       |          |  |
| 6.                | «Pluto»                      |          |  |